# Історія видобутку і використання нафти
Історія видобутку і використання нафти

## Нафта у Давньому світі
Нафту люди виявили й почали використовувати ще в VI–V тис. до н. е., але тільки зовсім недавно — у другій половині ХІХ ст. її видобуток досяг промислових масштабів, а в ХХ ст. разом із природним газом становив основу паливно-енергетичного балансу світу.
Імовірно «біля витоків нафтової річки» стояли давні народи Месопотамії, оскільки найдавніші ознаки використання нафтопродуктів були виявлені археологами в середній і нижній течії Тигру та Євфрату (території сучасного Іраку, Ірану, Кувейту). Шумери використовували загустілі продукти нафтового вивітрювання (бітум, асфальт), що виступали на поверхні землі, здебільшого як будівельний матеріал. Його додавали до суміші глини, піску й гравію, з якої робили цеглу підвищеної міцності. Ним же скріплювали кам'яні мури (бітумна в'язка), покривали дороги (по суті це були перші асфальтові дороги в історії людства), укріплювали береги штучних водойм а також обмазували днища човнів, забезпечуючи таким чином їх водонепроникність. Рідку нафту (як паливо світильників) широко застосовували для освітлення приміщень. Нафту жителі Межиріччя вважали цілющою — бітумними мазями лікували нариви, коросту, ваннами у нафтових купелях намагалися позбутися болів у суглобах.
Найдавніші письмові згадки використання нафтопродуктів у Месопотамії спостерігаємо у шумерському «Епосі про Гільгамеша» і «Епосі про Атрахасиса», створених у III–II тис. до н. е.. На глиняних табличках викладена історія всесвітнього потопу й порятунку людей у дерев'яному човні-ковчезі, обсмоленому асфальтом. Будування величезного корабля перетворилось на спільну справу підданих царя-рятівника Зіусудри.
Згадки нафти й близьких до неї продуктів спостерігаємо також у Біблії. Свідчення про потоп повторюють шумерську версію про корабель спасіння: «І рече Бог Ною: Зроби собі ковчег із соснового дерева; гнізда поробиш у ковчезі та й посмолиш його з середини й назовні смолою» («Перша книга Мойсея», 6:14). Як бачимо, подібне застосування асфальту практикувалося в Давньому світі дуже широко. Навіть кошик, в якому мати Мойсея відправила сина-немовля по водах Нилу, вона попередньо осмолила асфальтом, забезпечивши тим його водонепроникність. Під час зведення Вавилонської вежі (й багатьох інших споруд міста, званого «Брама Бога») застосовувались бітумні в'яжучі матеріали: «І стала в них цегла замість каменів, а земляна смола замість вапна» («Перша книга Мойсея», 11:3). За свідченням «Книги пророка Даниїла» вавилонський цар Навуходоносор опалював нафтою гігантську піч, у яку кидали всіх, хто не вклонявся золотому ідолу.
Археологічні артефакти Давнього Єгипту також свідчать про використання нафтопродуктів, хоча в менших, ніж у Месопотамії, обсягах. Здебільшого — це осмолення човнів, освітлення будинків (знайдена значна кількість глиняних ламп, заповнених твердим бітумом, тобто висохлою нафтою), мастильні матеріали, ліки, складова сумішей для бальзамування.
До сьогодні збереглися артефакти, які підтверджують використання нафти у Стародавній Індії. На руїнах давньоіндійського міста Мохенджо-Даро був виявлений величезний басейн, побудований у III тис. до н. е., дно і стіни якого були вкриті шаром асфальту.
У Давньому Китаї (з середини II тис. до н. е.) нафту застосовували для освітлення, як ліки, мастило і (можливо вперше в історії людства) у військових цілях. Під час правління династії Хань (з кінця III ст. до н. е. до III ст. нашої ери) були відкриті славетні нафтові родовища на півночі Шеньсі (Центральний Китай). У тогочасних китайських літописах (зокрема в «Історії другої Ханської династії», написаної в V ст.) нафта названа «палаючою водою». Серед іншого тут повідомляється, що в повіті Янчан нафта прорвалася в озеро й збирали її з човнів, черпаючи з водної поверхні; у провінції Ганьсу фонтанувало джерело жирної як олій води, яка горіла яскравим полум'ям.
Воїни Давнього Китаю готували спеціальні «палаючі бомби» — горщики з запаленою нафтою, які кидали на ворога. У середньовічному «Історико-географічному описі» Лі Цзи-Пу описана облога тюркськими племенами одного з китайських центрів нафтового промислу міста Цзюцюань. Перемогу городяни здобули завдяки знищенню облогових знарядь тюрків за допомогою нафтових «палаючих бомб». Відоме також успішне застосування китайцями нафти в середньовічних баталіях на воді (для підпалення ворожих човнів).

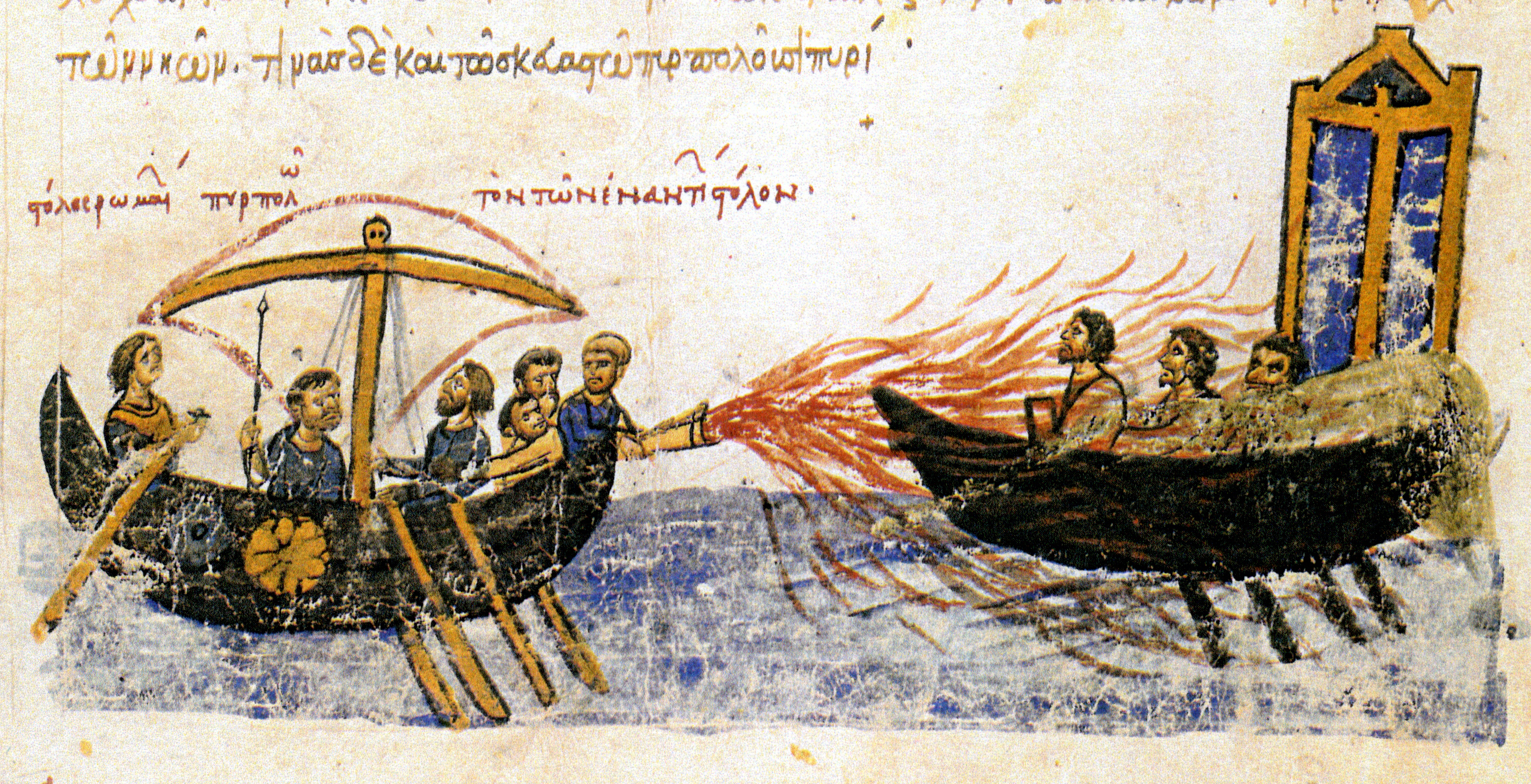
Використання «грецького вогню». Мініатюра мадридського списку «Хроніки» Іоанна Скилиці.

Здебільшого видобуток нафти в Китаї (як і в інших регіонах світу) здійснювали колодязним способом. Знаменно, що саме в Китаї в ранньому середньовіччі, використовуючи досвід буріння свердловин на соляних промислах, вперше почали видобуток нафти із свердловин. Нафту використовували також як паливо при випарюванні солі з природних розсолів. Крім того, асфальт широко застосовували під час будівництва Великого китайського муру.
Античний світ був добре знайомий з корисними властивостями нафтопродуктів, завозив їх із країн Сходу й застосовував у промислах, медицині, побуті та на війні. Античні мислителі Геродот, Теофраст, Пліній, Плутарх, Діоскорид у своїх творах описували родовища нафтопродуктів, їх властивості та застосування. Зокрема Геродот описав родовища бітуму на острові Занті, а Діоскорид — родовища Сицилії, нафта з яких називалася «сицилійським маслом» і широко застосовувалася в освітлювальних лампах. З праць Вітрувія ми дізнаємося щодо родовищ рідкісних бітумів-нафт у Індії, Ефіопії, Карфагені, Аполлонії та Сирії. Давньогрецький лікар Гіппократ залишив багато медичних рецептів, в яких нафта змішувалася з салом, сіркою, вином та іншими речовинами. Пліній зазначав, що під час облоги давнього міста Лукулла, його мешканці для свого захисту виливали з фортечних мурів палаючу нафту на загарбників.
Вельми цікаві описи Геродота колодязних способів видобутку нафти, занотовані ним на Євфраті: «З цього колодязя вичерпують асфальт, сіль (тобто пісок) і олій наступним чином. Асфальт вичерпують за допомогою колодязного журавля, а замість відра причіпляють до нього підлогу винного бурдюка. Зануривши бурдюк, зачерпують ним рідину і виливають у посудину. Потім рідину переливають у іншу посудину, де вона розкладається на три складові частини. Асфальт та сіль негайно ж осідають» («Історія», Кн. VI). Ось що Геродот пише про загадковий «олій» (нафту — авт.): «Перси називають його „раданака“, він чорного кольору з неприємним запахом».
Нафту зберігали в звичайних земляних ямах, а перевозили в шкіряних бурдюках на верблюжих горбах. Описані Геродотом способи видобутку, зберігання й транспортування нафти майже не змінилися протягом двох тисячоліть.
Пліній писав, що під час облоги міст на Сході мешканці скидали на нападників із мурів міста горщики з палаючої сумішшю нафти і сірки. Перси в ті часи занурювали свої стріли в цю суміш, щоб запалити їх. Нафта і бітум змішували з сіркою, наповнювали цією сумішшю маленькі чаші і отримували запальні «снаряди». Мистецтво застосування нафти у військовій справі було настільки розвинене, що рецепт для виготовлення самозапалювального вогню, до складу якого входив «гірський рідкий дьоготь» наводиться у енциклопедії Юлія Африканця (III ст. до н. е.).
Плутарх у хроніці завоювань Олександра Македонського (IV ст. до н. е.) описав, як воїни цього полководця вперше побачили в Прикаспії нафту. Це була, за словами літописця, густа і жирна рідина. Коли вичерпали поверхневий шар, з джерела вдарив світлий і чистий струмінь рідини, що ні за смаком, ні за запахом не відрізнялася від оливкової олії. У цьому «диві» Олександр Македонський побачив знак вищих сил. Ця легенда — історичний приклад сакралізації надр і їхніх дарів у давні часи.
Нафту видобували й широко застосовували в Боспорській державі (Північне Причорномор'я). За даними професора В. П. Обручева керченські нафтові джерела були відомі вже в перші століття нашої ери, що підтверджують амфори з висохлою нафтою, знайдені поблизу сучасної Керчі.
Візантійські джерела зберегли багато прикладів застосування нафти у військовій справі. Так, згідно з історичними хроніками, у 673 р. по Христу під час арабської облоги Царгорода (Константинополя), коли флот арабів підійшов до міста, візантійці вилили в море величезну кількість горючої нафтовмісної суміші й запалили її. Вогонь швидко поширився поверхнею моря й охопив судна ворога. У такий спосіб візантійці знищили флот арабів і здобули перемогу.
Значимим винаходом Візантії, який визначив долю цілого ряду битв і навіть воєн, був «грецький вогонь», до складу якого входила нафта. Київський літопис «Повість временних літ» у описі невдалого морського походу князя Ігоря на Царгород (941 р.) відзначає обстріл «грецьким вогнем» (посудинами з палаючою сумішшю) києво-руського флоту. Одиниці киян, що врятувалися, порівнювали в своїх оповідях цю зброю з «блискавками, що на небесах».
Ось як описує Жан де Жуанвіль, хронікер сьомого хрестового походу, проведеного французьким королем Людовиком IX у 1248—1254 рр., дію грецького вогню: «…Його снаряд величезний як посудина для оцту, і хвіст, що тягнеться позаду, — схожий на гігантський спис. Політ його супроводжувався страшним шумом, подібним до грому небесного. Грецький вогонь в повітрі був подібний до дракона, що летить у небі. Од нього виходило таке яскраве світло, що, здавалося, над табором зійшло сонце. Причиною тому були величезна вогненна маса і блиск, що знаходилися у ньому».
Один з численних рецептів «грецького вогню», які греки зберігали в найглибшій таємниці, гласив: «Візьми чисту сірку, нафту, винний камінь, смолу, кухонну сіль, деревну олію, добре провари всі вкупі, просочи цим складом клоччя і підпали — такий вогонь можна погасити лише піском або винним оцтом.»
Імовірно найбільшу відомість з часів раннього середньовіччя отримали сталі розробки нафтопродуктів на Апшеронському півострові (Азербайджан), які розпочалися ще за кілька сторіч до Христа. Перські джерела III—IV ст. свідчать, що апшеронську нафту вивозили до Персії (значною мірою як лікувальний засіб), звідки вона розповсюджувалася в інші країни Сходу.
У часи високого середньовіччя (з VIII по XIII ст.) спостерігаємо численні письмові згадки Апшерону в арабських вчених (Баладзорі, Масуді, Істахрі-Абу, Абу-Дулаф, Бекран та ін.), які описували самовилив нафти на поверхню та ранній колодязний видобуток на Апшеронському півострові. Так Масуді у своєму творі «Середня книга» (перша половина Х ст.) відзначає, що «…в Баку було два головних джерела: з одного добувалася жовта і біла нафта, а з другого — чорна і синя. Прибуток з кожного джерела становив понад тисячу дирхемів на рік». Масуді й Істахрі, які відвідали район Баку в Х ст., зазначали, що нафта й газ використовувалися для нагрівання води, приготування їжі, обпалення вапна, у військових та медичних цілях. Венеційський купець і мандрівник Марко Поло, який імовірно побував на Апшеронському півострові в другій половині XIII ст., зазначав у своїй «Книзі про різноманітність світу» про нафтові джерела, які били тут з такою силою, що протягом однієї години можна було завантажити сотні човнів. Він також згадує спорудження нафтових колодязів і черпання з них нафти.
Постійним супутником нафти був горючий газ, який утворював також і самостійні родовища. Його могли спостерігати одночасно з відкриттям нафтових покладів, але почали використовувати значно пізніше. Рухаючись по тріщинах у гірських масивах, природний газ іноді запалювався й утворював «вічні» вогні, які набули широкого розповсюдження в Месопотамії, Прикаспії, Персії, Індії, Китаї. Плутарх вказував на роками палаючі світочі поблизу давнього Екбатана (сучасний Хамадан в Ірані), Пліній описував полум'я, що виривається з-під землі, в багатьох місцевостях Сходу, давні китайські автори згадували вогняні колодязі в горах Південно-Західного Сичуаню.
Незбагнена природа цих вогнів сприяла сакральним уявленням щодо їхнього походження. Вогнепоклонники вшановували їх як божественні прояви, будували поряд з ними свої храми. Особливості цієї релігійної культури пов'язані передусім з Індією (у найдавніших гімнах Ригведи оспівувався бог вогню Агні) та Персією, де шанування вогню, поєднане з поклонінням сонцю, отримало розвиток у вченні Заратустри. Завдяки невгасимим вогням один з найдавніших храмів вогнепоклонників було збудовано в V ст. у Суруханах (поблизу Баку), де газові факели палали безперервно понад півтора тисячоліття, до 70-х років XIX ст.
Найдавніші свідоцтва застосування газу як палива походять з Китаю й датуються початком нової ери. У трактаті «Хоу хань шу» повідомляється, що в Ліньцюні (провінція Сичуань) задля пошуку газу був споруджений колодязь глибиною 23 чжана (74 м), в якому десятиріччями палав вогонь. Місцеві жителі зрозуміли природні властивості газу й видобували його поруч з вогняними колодязями (або безпосередньо з них). Вчений Чжан Хуа в трактаті «Боу чжи» («Опис царства природи») і поет Цзо Си в «Шу ду фу» («Ода столиці Шу»), що свідчать про використання природного газу для випарювання солі (ці твори написані в III ст. по Христу). До пальників печей газ подавався від джерел бамбуковим трубопроводом. Згодом ці технології були втрачені. Сичуанські вогняні колодязі були знов «відкриті» в XVII ст. і використовувалися на місцевих солеварнях аж до нашого часу.
Ніде інде горючий газ практично не застосовували до початку XIX ст., коли ним почали освітлювати міські вулиці та майдани. Перші освітлювальні пальники з'явилися в Лондоні, але вони використовували не природний, а штучний газ, отриманий з вугілля. Щодо природного газу, то показовою ілюстрацією його використання в XIX ст. може слугувати вогняний колодязь у центрі Астрахані, який було обнесено огорожею й показувано як місцеву пам'ятку (лише сторож використовував його з утилітарною метою — готував на вогні сніданок). У Європі природний газ було виявлено в другій половині XIX ст. під час буріння свердловин на нафту. З 1872 р. він почав використовуватися в промисловості, залишаючись побічним продуктом нафтовидобутку. Тоді ж розпочалося й будівництво газопроводів.
Перше європейське газове родовище було відкрите лише 1910 р., коли в передмістях Гамбурга була пробурена глибинна свердловина в пошуках питної води. Газ, що піднявся на поверхню з глибини близько 250 м, запалав і вирвався назовні у вигляді вогненних фонтанів, на які люди, що спостерігали за бурінням, зачаровано дивилися, як на унікальне диво природи. За період 1913—1930 рр. на цьому родовищі було видобуто 250 млн м³ газу. Загалом з 20-х років ХХ ст. природний газ приходить на великі промислові підприємства як хімічна сировина й розпочинає поступове сходження на вершину паливно-енергетичного Олімпу.
Отже, попри давнє знайомство людини з нафтопродуктами й природним газом, їх видобуток і розповсюдження тривалий час були істотно обмежені відносно вузькою областю застосування, яка ще більше скоротилася після винаходу пороху й вилученням нафтопродуктів з арсеналу військових потреб. Зосередження найбільших і легкодоступних родовищ нафти й газу в країнах Сходу призвела до запізнення європейських країн у використанні цих мінеральних ресурсів, тим більше, що для їх заміщення тривалий час використовували рослинні чи тваринні складники. Індустріальна епоха відкрила нові форми застосування цих продуктів, радикально змінивши потреби в рідких і газоподібних вуглеводнях.

## Перші центри промислового видобутку нафти

### Західна Україна
Докладніше у статті Історія нафтогазовидобування в Західній Україні
Нафтопрояви в Українських Карпатах місцеве населення спостерігало з давніх-давен, що позначилося на топонімах, які походять від автохтонної назви нафти — ропа: Роп'янка, Ріпне, Ропиця та ін. В Україні нафту вперше почали видобувати на Прикарпатті в XVI — на початку XVII ст. (для порівняння — в Російській імперії промислове видобування нафти розпочато в 60-х роках XIX ст. в районі Баку, Азербайджан). Але ще в XVI ст. м. Дрогобич отримало привілей на освітлення вулиць «скельним олієм».
Перша згадка про карпатську нафту зустрічається в літературі 1617 р. На старовинному промислі Слобода Рунгунська її добували в 1711 р. На початку XIX ст. нафтові поклади було відкрито в смузі від Добромиля через Дрогобич до Кут і далі до Румунії. Бориславське нафтогазове родовище почали розробляти в 1854 р. Нафтові ями тут розміщували переважно вздовж р. Тисмениці. У 1865 р. в Бориславі функціонувало близько 5 тис. ям глибиною 35—40 м. Добова продуктивність однієї копанки досягала 130—140 кг. У 1855—1865 рр. вартість щорічного видобутку нафти та озокериту в Галичині оцінювалася в 15 млн золотих. У 1865 р. за межі Галичини вивезено 150 т нафти.
У 1870 р. видобуток нафти у Бориславі досяг 10,6 тис. т. Тут діяло близько 800 дрібних підприємств, на яких працювало майже 10 тис. робітників. Розширюється нафтовидобуток і на Станіславщині. У 1871 р. в Слободі Рунгурській, що біля Печеніжина, закладено шахту, яка давала нафту. У 1886 р. у Бориславі розпочато буріння свердловин механічним ударним способом. Пробурено перших 9 свердловин з добовим дебітом 4 т. У 1893 р. у Бориславі вперше розпочато буріння свердловин канатним способом. Вже у 1894 р. перші свердловини дали до 150 т. нафти на добу. свердловинний спосіб видобутку повністю витісняє колодязний. Глибина свердловин досягає 800 м. і більше. Деякі свердловини дають фонтани до 3 тисяч т. нафти на добу з глибини понад 1000 м.
«Галицька Каліфорнія» — Борислав приваблювала підприємців з усієї Європи і світу. Видобуток нафти зростає. У 1906 р. у Бориславському нафтовому районі було видобуто 562 тис. т нафти, а в 1909 р. — понад 1,9 млн т.

### Апшерон (Азербайджан)
Див. докладніше Історія нафтогазовидобування на Апшероні
Сталий видобуток нафтопродуктів у Прикаспії розпочався вже за кілька сторіч до Христа, причому, за свідченнями перських і арабських джерел, кустарні промисли на Апшеронському півострові майже не припинялися протягом усього середньовіччя. Недаремно сама назва країни Азербайджан означає «земля вогню» або «захищена вогнем» (походить від пожеж на стародавніх виходах нафти та газу й сакралізації цього полум'я сектами вогнепоклонників). Карти Каспійського моря з'являються в Європі, починаючи з XVI ст., зокрема карта англійця Е. Дженкінсона (1562 р.) та голландця Я. Стрейса (1675 р.), який у книзі «Три подорожі» згадував каспійські розробки нафти. Перший ґрунтовний опис бакинського нафтового промислу було зроблено 1683 р. німецьким натуралістом Е. Кемпфером, секретарем шведського посольства в Персії (в цей час видобуток сягав близько 700 пудів нафти за добу). Перша карта Апшеронського півострова з докладними позначками нафтових колодязів була створена військовими картографами російської армії 1729 р. Після укладення Гюлістанського миру з Персією (1813 р.) більша частина Азербайджану відійшла до складу Російської імперії, що спричинило поступове залучення бакинської нафти в процеси промислового розвитку Росії. 1813 р. майже всі нафтові колодязі належали бакинському ханові Гусейну. 1825 р. їх було залучено до російської скарбниці й надано у платне використання відкупнику Тарумову (в цей рік 102 колодязі дали 240 тис. пудів нафти), пізніше основними орендарями стають промисловці брати Мірзоєви, Кокорев, Губонін та ін. При цьому державна Дирекція бакинських і ширванських нафтових та соляних промислів зберігала контроль за «належним утриманням нафтових колодязів, за видобутком нафти, доставлянням її в Баку та продажем у місцях, для того призначених». Казенна одкупна система проіснувала до 1872 р. і за імператорським наказом Олександра II була замінена «Правилами нафтового промислу», які впровадили приватну власність на ділянки родовищ і видобувні виробки. 1873 р. проведено перший аукціон з продажу ділянок нафтових родовищ на Апшероні.

### Північна Америка
Див. докладніше Історія нафтогазовидобування у США
Уже в XVII—XVIII ст. колонізатори величезних просторів Північної Америки натрапляли на природні джерела нафти, а буріння неглибоких свердловин на воду іноді відкривало шлях до нафтових покладів. Нафту використовували здебільшого як освітлювальний олій. Зародження нафтової промисловості США відбулося наприкінці 50-х років XIX ст., коли перша нафтова компанія «Сенека Ойл оф Коннектикут», очолювана Е. Дрейком, знайшла багату нафту у Пенсильванії (родовище Ойл-Крік). Їх перша свердловина, пройдена 1859 р. ударно-канатним способом на глибину 21,2 м, дала нафтовий фонтан зі сталим дебітом до 3,5 т на добу. Місце буріння було зумовлене наявністю поблизу природного нафтового джерела. Протягом 1860 р. одна із свердловин поблизу Титусвілля забезпечила майже 60 тис. т «чорного золота», довівши надзвичайно великий потенціал свердловинних технологій видобутку. Одна з найпотужніших нафтових свердловин Пенсильванії була пробурена 1886 р. поблизу Пітсбурга, і протягом майже двох місяців виносила на поверхню 1200 т нафти на добу. Уже 1873 р. видобуток нафти в Пенсільванії сягнув одного мільйона тонн, забезпечивши США світову першість нафтовидобутку (бакинські родовища лише на початку ХХ ст. на якийсь час випередили американські).